# Anti-Fascist People’s Freedom League
Die Anti-Fascist People’s Freedom League (deutsch Antifaschistische Freiheitsliga des Volkes, AFPFL; birmanische Abkürzung hpa hsa pa la) war zwischen 1945 und 1962 eine wichtige politische Organisation in Birma.

## Gründung
Die AFPFL wurde im August 1944 während eines geheimen Treffens in Bago gegründet durch die Kommunistische Partei Birmas (angeführt von Thakin Soe), die Burma National Army (BNA) (angeführt von Aung San) und die Revolutionäre Volkspartei (später in die Sozialistische Partei übergegangen und angeführt von U Nu). Ziel war es, einer Besetzung durch Japan Widerstand entgegenzusetzen. Diese Bewegung nannte sich zunächst Antifaschistische Organisation (AFO). Nach der Niederschlagung der Japaner wählte man den neuen Namen, um der britischen Kolonialverwaltung entgegenzutreten und Unabhängigkeit zu erringen.

## Freiheitskampf
Im Namen der provisorischen Regierung der AFO, angeführt von Thakin Soe, führte Aung San die Burma National Army in eine nationale Erhebung gegen die japanisch-birmanische Marionettenregierung von Ba Maw. Nach Verhandlungen mit den Briten wurde die AFO in eine politische Partei umgebaut, die sich AFPFL nannte. Nachdem Aung San die Armee verlassen hatte, übernahm er im Januar 1946 die Führung der Organisation, die in Wirklichkeit eine sehr heterogene Ansammlung von politischen Gruppen und Parteien war. Der erste Generalsekretär der AFPFL war der Chef der Kommunisten, Thakin Than Tun.
Die unterschiedlichen Strömungen traten sofort hervor, als es darum ging die Strategie für die Verhandlungen zur Unabhängigkeit festzulegen und zu klären, welche Form der Unabhängigkeit anzustreben sei. Than Tun wurde zum Rücktritt gezwungen und durch den Sozialisten Kyaw Nyein ersetzt. Aung San wurde de facto birmanische Regierungschef, als ihn die Briten im September 1946 einluden, als Leiter der Verhandlungsdelegation zu fungieren. Die Verhandlungen wurden dann im Januar 1947 erfolgreich abgeschlossen.
In der Folge waren auch Verhandlungen innerhalb der ethnischen Gruppen des Landes notwendig. Die größte Population, die Birmanen, einigten sich auf der Panglong-Konferenz im Februar 1947 über den Status der „Bergvölker“ (hill tribes) im Norden. Im Juli desselben Jahres fielen Aung San und sechs Mitglieder seines Kabinetts einem Attentat zum Opfer. Nachfolger wurde U Nu, der nicht nur Parteivorsitzender der AFPFL, sondern auch Premierminister von Birma wurde.

## Unabhängigkeit und Bürgerkrieg
Birma erklärte sich im Januar 1948 von Großbritannien für unabhängig. Nachdem U Nu die Verhaftung der Kommunistenführer wegen bewaffneten Aufstands angekündigt hatte, gingen diese in den Untergrund. Andere Gruppen folgten, wie große der Teile der Burma Rifles und der Revolutionären Birma-Armee. Daneben gab es zunehmenden Widerstand der ethnischen Minderheiten, wie den Karen, Mon und den Muslimen in Rakhaing.
Mit zwei kürzeren Unterbrechungen hielt sich die AFPFL unter U Nu bis zum 2. März 1962 an der Macht. Nach dem überwältigenden Wahlsieg 1960 nannte die Partei sich Union Party.

## Politisches Programm
Während der Zeit ihrer Regierung verfolgte die AFPFL eine nationalistische Politik, die auf der Einheit des Landes und auf Konsens ausgerichtet war. Sie hielt die parlamentarische Demokratie aufrecht und wachte über eine gemischte Wirtschaft, die sowohl öffentliche als auch private Unternehmen umfasste. Die meiste Zeit war die AFPFL damit beschäftigt, kommunistische und ethnisch motivierte Rebellengruppen zu bekämpfen, und so die Kontrolle über das Land zu erhalten. Man ging auch erfolgreich gegen nationalchinesische Kräfte der Kuomintang vor, die sich für einige Jahre im äußersten Norden von Birma festsetzen konnten, nachdem sie von den Kommunisten unter Mao Tse Tung aus China vertrieben worden waren.
In der Außenpolitik wahrte die AFPFL strikte Neutralität gemäß dem Bandung-Abkommen von 1955.

## Ende
Im März 1962 startete General Ne Win einen erfolgreichen Staatsstreich und begann sofort sämtliche Oppositionskräfte auszuschalten. Die Anführer der AFPFL und ethnischer Gruppen wurden gestellt und ins Gefängnis geworfen. Mit Dekret von 1964 ließ Ne Win alle politischen Parteien mit Ausnahme der Regierungspartei Burma Socialist Programme Party verbieten.